# هیلو ۴
هِیلو ۴ (به انگلیسی: Halo 4) یک بازی ویدئویی به سبک تیراندازی اول شخص از مجموعه بازی‌های هیلو، که توسط ۳۴۳ اینداستریز ساخته شده و به وسیلهٔ استودیو مایکروسافت به‌طور انحصاری برای کنسول اکس‌باکس ۳۶۰ منتشر شده‌است. خبر ساخت هیلو ۴ در ۶ ژوئن ۲۰۱۱، در نمایشگاه‌ای۳ ۲۰۱۱ و کنفرانس مطبوعاتی مایکروسافت اعلام شد. این بازی در تاریخ ۶ نوامبر ۲۰۱۲ در سراسر جهان به غیر از ژاپن منتشر شد. نسخه ژاپنی بازی نیز در ۸ نوامبر در دسترس قرار گرفت.
داستان هیلو ۴، چهار سال پس از رخ‌دادهای نسخهٔ قبلی یعنی هیلو ۳ اتفاق می‌افتد. همانند نسخه‌های پیشین، در این قسمت نیز بازیکن کنترل شخصیت مستر چیف را به عهده دارد و داستان اصلی در سیاره فوررانر اتفاق می‌افتد، جایی که مستر چیف باید با نژادی از موجودات بیگانه به نام کاوننت مبارزه کند. در این نسخه هم هوش مصنوعی کورتانا، مستر چیف را همراهی می‌کند. هیلو ۴ در تاریخ ۱۱ نوامبر ۲۰۱۴، به عنوان یکی از قسمت‌های هیلو: مجموعه مستر چیف برای کنسول اکس‌باکس وان منتشر شد. دنباله‌ای بر این بازی به نام هیلو ۵: نگهبانان در اکتبر ۲۰۱۵، برای کنسول اکس‌باکس وان عرضه شد.